# Костржицкий, Владимир Константинович
Костржицкий Владимир Константинович (род. 21 января 1935, Киев, УССР) — ведущий украинский специалист в сфере военной радиолокации, радиоэлектроники, высокочастотных (ВЧ) и сверхвысокочастотных (СВЧ) технологий, цифровой связи, инициатор и организатор разработки и внедрения отечественных цифровых систем и средств телефонной связи. Технический директор Производственного объединения «Днепровский машиностроительный завод» (ПО ДМЗ).

## Биография
Родился 21 января 1935 года в г. Киев, УССР, в семье служащих. Отец — Костржицкий Константин Онуфриевич (1904—1947), научный сотрудник, заместитель директора Института электросварки (ныне Институт электросварки имени Е. О. Патона), соавтор разработки метода и аппаратуры скоростной автоматической электросварки под флюсом (удостоена Сталинской премии в 1941 г.). Участник промышленного внедрения новой технологии сварки при изготовлении бронекорпусов танков Т-34 на заводе № 183 (Нижний Тагил, 1942 г.) и заводе № 75 (Харьков, 1944 г.);
- 1942—1944 — Окончил церковно-приходскую школу (Бессарабия);
- 1944—1950 — Окончил семь классов средней школы (Нижний Тагил, Днепродзержинск, с. Чернявщина, Днепропетровская область);
- 1950—1957 — Учёба в Днепропетровском горном техникуме, работа в Углеразведке (Донбасс), служба в Советской Армии (ВВС, стрелок-радист Ил-28);
- 1957—1968 — радиомонтажник, мастер, технолог, начальник отделения, заместитель начальника экспериментального цеха Конструкторского бюро ДМЗ (КБ «Днепровское»);
- 1964 г. — Окончил физико-технический факультет Днепропетровского Государственного Университета по специальности: «Системы автоматического управления беспилотными летательными аппаратами»;
- 1968—1984 — Старший инженер, ведущий инженер, начальник сектора лаборатории сверхмощных передатчиков радиолокационных станций Противоракетной обороны (РЛС ПРО) КБ ДМЗ;
- 1973—1984 — заместитель Главного инженера КБ ДМЗ по тематике РЛС системы предупреждения о ракетном нападении (СПРН), системы контроля космического пространства (СККП), противоракетной (ПРО) и противокосмической обороны (ПКО). Одновременно (по совместительству) — заместитель Главного конструктора РЛС «Даугава-Дарьял», РЛС «Атолл», РЛС «Волга»;
- 1984—1996 — Главный инженер ПО «Днепровский машиностроительный завод» (ПО ДМЗ), технический директор — первый заместитель Генерального директора ПО ДМЗ;
- 1996—1999 — Первый заместитель Председателя Правления открытого акционерного общества «Днепровский машиностроительный завод», по совместительству — Первый заместитель Председателя Правления Государственной холдинговой кампании «Днепровский машиностроительный завод» (ГАХК ДМЗ);
- 1968—1987 — Активный участник разработки и внедрения инновационной модели создания технических средств уникальных, единичных радиолокационных станций (РЛС) систем Ракетно-Космической обороны (ПРО, СПРН, СККП, ПКО), производимых по конструкторской документации Главного конструктора (КД ГК), что позволило существенно сократить сроки и стоимость создания РЛС. Соавтор разработки, внедрения и совершенствования стандартов взаимодействия участников работ по разработке и постановке на производство технических средств РЛС, изготавливаемых по документации Главного конструктора, взаимоотношений предприятий промышленности и организаций МО при создании сложных наукоемких информационных комплексов.
- 1988 г. — Инициатор и организатор разработки и реализации программ конверсии оборонных мощностей ПО ДМЗ по созданию отечественных цифровых систем телекоммуникации, средств защиты экологической среды и энергосбережению.
- 1992—1993 — Инициирует и становится соавтором разработки и утверждения государственной «Комплексной программы создания единой системы связи Украины» (КП ЕССЗУ),
- 1988—1999 — Первый заместитель Главного Конструктора по научно-исследовательским и опытно-конструкторским работам (НИОКР) — создание, совместно с Центральным научно-исследовательским институтом связи (ЦНИИС, г. Москва), отечественной электронной автоматической телефонной станции с цифровой абонентской сетью (ЭАТС-ЦА), телекоммуникационной системы С-32.
- 1993 год — избран академиком Международной Академии Связи[1]
- 2000 год — за комплекс работ по разработке и внедрению телекоммуникационной системы С-32, в числе группы участников удостоен звания — лауреата Государственной премии Украины в области науки и техники.
- 2000—2018 — технический директор Научно-производственного предприятия (ЗАО) «Теком». Разработка, производство и внедрение цифровых средств инфокоммуникационных технологий управления предприятиями электроэнергетики, угольной промышленности и железнодорожного транспорта Украины.

## Награды
- Государственная премия Украины 2000 года «За комплекс научно исследовательских, проектно-конструкторских и производственных работ по созданию и внедрению модернизованной цифровой городской конечной ЭАТС-ЦА системы С-32 на телефонных сетях общего пользования Украины»;
- орден «Дружбы народов», пять медалей;
- Почетный радист СССР;